# Gnidia tomentosa
Gnidia tomentosa är en tibastväxtart som beskrevs av Carl von Linné. Gnidia tomentosa ingår i släktet Gnidia och familjen tibastväxter. Inga underarter finns listade i Catalogue of Life.

## Bildgalleri

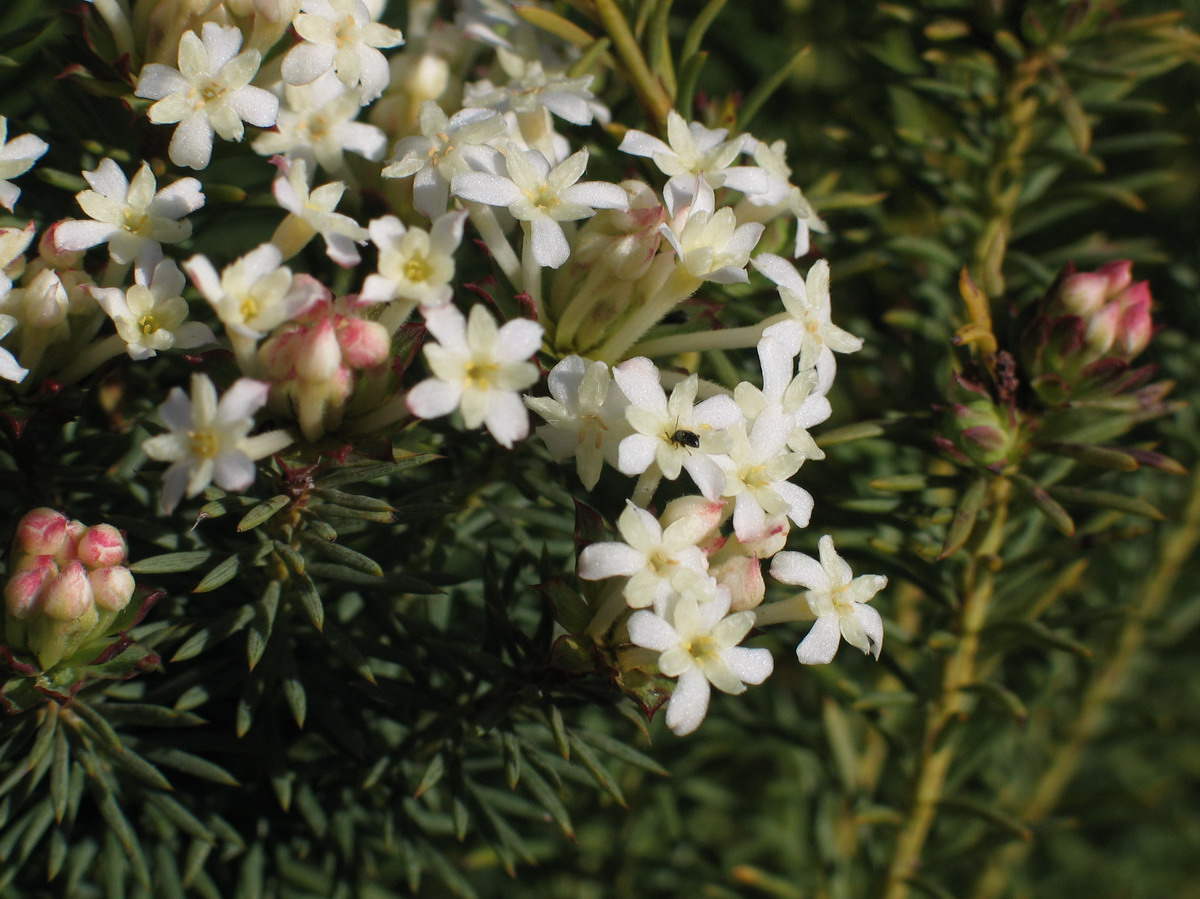